# 池田長恵
池田 長恵（いけだ ながしげ / ながよし）は、江戸時代中期の旗本。通称は修理。官位は従五位下・筑後守。

## 経歴
生坂藩主池田政晴の四男として誕生した。幼名は源之助。旗本池田政倫の養子となる。
安永4年（1775年）11月8日、養父の遺領を継ぎ、閏12月22日、中奥番士となった。天明元年（1781年）10月1日、小十人頭となり、翌天明2年（1782年）12月12日、目付となった。
天明7年（1787年）10月2日に京都町奉行に抜擢され、11月1日に従五位下・筑後守に叙任している。寛政元年（1789年）9月7日、江戸南町奉行に異動。寛政7年（1795年）6月28日、大目付に就任した。
寛政12年（1800年）、死去。跡を婿養子の長義が継いだ。

## 性格
豪胆な性格であり、苛烈、強引な仕置も多く、職務において失態を犯して将軍への拝謁を禁止されたことも幾度かあったが、陰湿さのない単純明快な人物であり、煩瑣な案件にも果敢に踏み込んで大胆な措置を下すため、一定以上の人望があったという。老中首座松平定信の側近である水野為長が著した『よしの冊子』に拠れば、長恵は感情豊かでコミカルな人物であったらしく、ミスを犯して落胆しているところを定信に激励されてすぐ立ち直ったり、その定信が老中を罷免させられた際は、大声を上げて泣き叫び、「鬼の目にも涙とはまさしくこのことだ」と評判になるなど、激しく一喜一憂する長恵の姿が伝わっている。

## 系譜
- 父：池田政晴（1704年 - 1748年）
- 母：不詳
- 養父：池田政倫（1717年 - 1775年）
- 室：池田政倫の養女 - 池田政胤の娘
- 生母不明の子女
  - 男子：虎次郎 - 早世
  - 女子：池田長義正室
- 養子
  - 男子：池田長義（1782年 - ?） - 池田政直の三男

## 池田長恵が登場する作品
小説
- 剣豪奉行池田筑後（ 佐々木裕一・著　祥伝社） 将軍より拝領された金獅子の懐剣を手に、時には町人に化けて、江戸に巣食う闇を、木葉一刀流を操り次々と成敗していく。